# Dion Malone
Dion Malone (* 13. února 1989, Paramaribo) je surinamský fotbalový obránce, od léta 2012 hráč nizozemského klubu ADO Den Haag.

## Klubová kariéra
V Nizozemsku hrál na seniorské úrovni od roku 2008 za FC Omniworld. V červenci 2012 přestoupil do klubu ADO Den Haag, kde podepsal tříletý kontrakt.